# Mathias Bregnhøj
Mathias Bregnhøj (Vejle, 11 november 1995), is een Deens wielrenner die anno 2025 uitkomt voor Terengganu Cycling Team. 

## Carrière
Als kind begon Bregnhøj met wielrennen bij de lokale wielrenploeg in zijn geboortestad Vejle. In 2015 was hij actief bij dezelfde amateurploeg als Jonas Vingegaard. Van 2017 tot en met 2021 was Bregnhøj actief bij BHS-PL Beton Bornholm. In 2022 maakte hij de overstap naar Riwal Cycling Team. Dat in 2023 samen ging met Leopard Pro Cycling. Zijn grootste successen boekte hij vooralsnog in 2023. Hij won het berg- en eindklassement in de Nederlandse Olympia's Tour. Hij zegevierde eveneens in de 2e etappe van Circuit des Ardennes waar Bregnhøj ook het eindklassement naar zich toe trok. Daarnaast behaalde hij ook een tiende plaats in de Volta Limburg Classic van 2023. In 2024 reed hij voor een jaar bij het Portugese Sabgal / Anicolor, het jaar daarna ging hij rijden bij het Maleisische Terengganu Cycling Team.

## Overwinningen
2023
Berg- en eindklassement Olympia's Tour
2e etappe Circuit des Ardennes
Eindklassement Circuit des Ardennes
3e etappe Flèche du Sud

## Ploegen
- 2017 –  BHS-PL Beton Bornholm
- 2018 –  BHS-PL Beton Bornholm
- 2019 –  BHS-PL Beton Bornholm
- 2020 –  BHS-PL Beton Bornholm
- 2021 –  BHS-PL Beton Bornholm
- 2022 –  Riwal Cycling Team
- 2023 –  Leopard TOGT Pro Cycling
- 2024 –  Sabgal / Anicolor
- 2025 –  Terengganu Cycling Team